# Krystyna Skarbek
Krystyna Skarbek (Varsóvia, 1 de maio de 1908 -  Londres, 15 de junho de 1952) foi uma espiã britânica de origem polonesa.
No início da Segunda Guerra Mundial, ela realizou missões de inteligência, particularmente na Hungria e na Polônia. Após o desembarque na Normandia, sob o nome de guerra de Christine Granville, ela liderou ações de apoio à resistência francesa dentro da rede britânica JOCKEY de Francis Cammaerts anexada à seção F Special Operations Executive (SOE), como correio desta rede ativa no sudeste. Sua principal façanha é a organização da libertação de Cammaerts e de outros dois detidos em Digne-les-Bains, em agosto de 1944.
Depois da guerra ocupou vários pequenos empregos, antes de ser assassinada no saguão de um hotel em Londres por um pretendente rejeitado.
De todas as funcionárias do SOE, ela é a agente secreta mais antiga. De acordo com um de seus biógrafos, foram as habilidades e resultados de Krystyna Skarbek que levaram a SOE a mudar sua política em favor do aumento do recrutamento de mulheres.

## Reconhecimento
- Reino Unido: Por seu feito notável em Digne, ela é recomendada para um Cruz de Jorge. Finalmente, ela recebe uma Medalha de Jorge.[3] Em maio de 1947, apesar de todas as suas operações sob o domínio britânico, ela foi nomeada oficial do Império Britânico (OBE).[nota 1][4]

- França: As contribuições de Krystyna Skarbek para a libertação da França lhe renderam a Cruz de Guerra de 1939-1945 com a Estrela de Prata em 30 de novembro de 1945.[5]